# Бамбергский диалект
Бамбергский диалект (нем. Bambergisch) — остфранкский (майнфранкский) диалект южнонемецкого пространства, распространённый баварском городе Бамберг, одноимённом районе, а также в районах Эрланген-Хёхштадт, Фроххайм, Хасберге. Границей диалекта является бамбергский барьер, который отделяет его от ицгрюндского, верхнефранкского, нюрнбергского и нижнефранконского диалектов.